# ریبالکین (استان بلگورود)
ریبالکین (انگلیسی: Rybalkin, Belgorod Oblast) یک شهرک در بخش آلکسیفسکی استان بلگورود کشور روسیه است.